# Offrande de paix

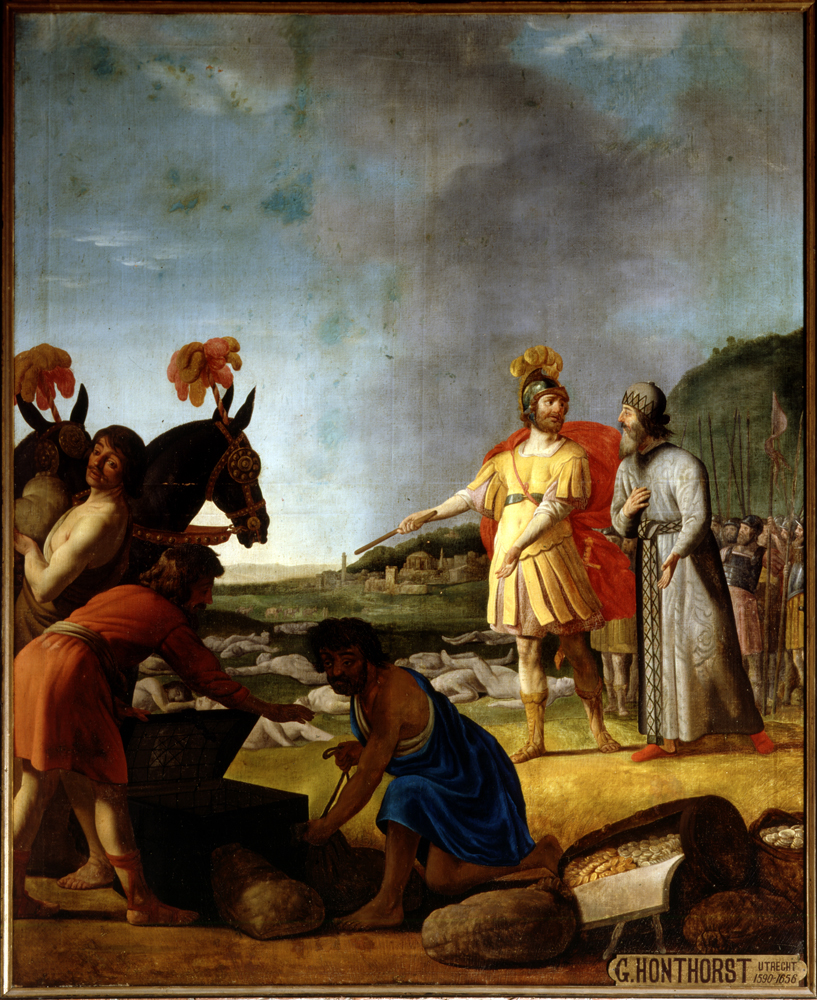
Judas Maccabée ordonnant une offrande de paix pour les soldats tombés au combat (cathédrale Saint-Bavon, Gand, attribué à Gerard van Honthorst).

L’offrande de paix (hébreu : קורבן שלמים korban chelamim) ou sacrifice d’actions de grâces (Lévitique 3:1) était un sacrifice de la loi de Moïse. Les sacrifices de paix sont donnés à Dieu et puis rendus. Pour Maïmonide c'est un sacrifice rémunératoire présentée à Dieu à l'occasion d'un vœu formulé en Son honneur.